# Votations fédérales de 2004 en Suisse
Treize votations fédérales ont été organisées en 2004 en Suisse  les 8 février, 16 mai, 26 septembre et 28 novembre.

## Mois de février
Le 8 février 2004, trois objets sont soumis à la votation.
1. Le contre-projet de l'Assemblée fédérale du 3 octobre 2003 relatif à l'initiative populaire « Avanti - pour des autoroutes sûres et performantes ».
2. Le référendum facultatif sur la modification du 13 décembre 2002 du code des obligations (Bail à loyer).
3. L'initiative populaire du 3 mai 2000 « Internement à vie pour les délinquants sexuels ou violents jugés très dangereux et non amendables ».

### Résultats
| Question          | Pour      | Pour | Contre    | Contre | Blancs | Nuls  | Total     | Inscrits  | Partici- pation | Cantons pour | Cantons pour | Cantons contre | Cantons contre |
| Question          | Votes     | %    | Votes     | %      | Blancs | Nuls  | Total     | Inscrits  | Partici- pation | Entiers      | Demi         | Entiers        | Demi           |
| ----------------- | --------- | ---- | --------- | ------ | ------ | ----- | --------- | --------- | --------------- | ------------ | ------------ | -------------- | -------------- |
| Autoroutes        | 800 632   | 37,2 | 1 351 500 | 62,8   | 22 991 | 7 914 | 2 183 037 | 4 789 871 | 45,58           | 0            | 0            | 20             | 6              |
| Bail à loyer      | 755 561   | 35,9 | 1 347 458 | 64,1   | 64 015 | 8 391 | 2 175 425 | 4 789 871 | 45,42           |              |              |                |                |
| Internement à vie | 1 198 867 | 56,2 | 934 569   | 43,8   | 39 124 | 8 303 | 2 180 863 | 4 789 871 | 45,53           | 19           | 5            | 1              | 1              |

## Mois de mai
Le 16 mai 2004, trois objets sont soumis à la votation.
1. Le référendum facultatif sur la modification du 3 octobre 2003 de la Loi fédérale sur l’assurance-vieillesse et survivants (LAVS) (11e révision de l’AVS).
2. Le référendum obligatoire sur l'arrêté fédéral du 3 octobre 2003 sur le financement de l’AVS/AI par le biais d’un relèvement de la taxe sur la valeur ajoutée.
3. Le référendum facultatif sur la Loi fédérale du 20 juin 2003 sur la modification d’actes concernant l’imposition du couple et de la famille, l’imposition du logement et les droits de timbre.

### Résultats
| Question                  | Pour    | Pour | Contre    | Contre | Blancs | Nuls   | Total     | Inscrits  | Partici- pation | Cantons pour | Cantons pour | Cantons contre | Cantons contre |
| Question                  | Votes   | %    | Votes     | %      | Blancs | Nuls   | Total     | Inscrits  | Partici- pation | Entiers      | Demi         | Entiers        | Demi           |
| ------------------------- | ------- | ---- | --------- | ------ | ------ | ------ | --------- | --------- | --------------- | ------------ | ------------ | -------------- | -------------- |
| Révision de l'AVS         | 772 773 | 32,1 | 1 634 572 | 67,9   | 20 747 | 10 313 | 2 438 405 | 4 798 073 | 50,82           |              |              |                |                |
| Relèvement de la TVA      | 756 550 | 31,4 | 1 651 347 | 68,6   | 21 035 | 10 369 | 2 439 301 | 4 798 073 | 50,83           | 0            | 0            | 20             | 6              |
| Train de mesures fiscales | 821 475 | 34,1 | 1 585 910 | 65,9   | 21 902 | 10 390 | 2 439 677 | 4 798 073 | 50,84           |              |              |                |                |

## Mois de septembre
Le 26 septembre 2004, quatre objets sont soumis à la votation.
1. Le référendum obligatoire sur l'arrêté fédéral du 3 octobre 2003 sur la naturalisation ordinaire et sur la naturalisation facilitée des jeunes étrangers de la deuxième génération.
2. Le référendum obligatoire sur l'arrêté fédéral du 3 octobre 2003 sur l’acquisition de la nationalité par les étrangers de la troisième génération.
3. L'initiative populaire du 26 avril 2002 « Services postaux pour tous ».
4. Le référendum facultatif sur la modification du 3 octobre 2003 de la Loi fédérale sur le régime des allocations pour perte de gain en faveur des personnes servant dans l’armée, dans le service civil ou dans la protection civile (Loi sur les allocations pour perte de gain, LAPG).

### Résultats
| Question                       | Pour      | Pour | Contre    | Contre | Blancs | Nuls   | Total     | Inscrits  | Partici- pation | Cantons pour | Cantons pour | Cantons contre | Cantons contre |
| Question                       | Votes     | %    | Votes     | %      | Blancs | Nuls   | Total     | Inscrits  | Partici- pation | Entiers      | Demi         | Entiers        | Demi           |
| ------------------------------ | --------- | ---- | --------- | ------ | ------ | ------ | --------- | --------- | --------------- | ------------ | ------------ | -------------- | -------------- |
| Naturalisation 2ème génération | 1 106 529 | 43,2 | 1 452 453 | 56,8   | 20 188 | 12 256 | 2 591 426 | 4 814 898 | 53,82           | 5            | 1            | 15             | 5              |
| Naturalisation 3ème génération | 1 238 912 | 48,4 | 1 322 587 | 51,6   | 18 214 | 12 255 | 2 591 968 | 4 814 898 | 53,83           | 6            | 1            | 14             | 5              |
| Service postaux                | 1 247 771 | 49,8 | 1 259 114 | 50,2   | 58 197 | 12 597 | 2 577 679 | 4 814 898 | 53,53           | 9            | 1            | 11             | 5              |
| Allocations pour perte de gain | 1 417 159 | 55,5 | 1 138 580 | 44,5   | 22 600 | 12 385 | 2 590 724 | 4 814 898 | 53,80           |              |              |                |                |

## Mois de novembre
Le 28 novembre 2004, trois objets sont soumis à la votation.
1. Le référendum obligatoire sur l'arrêté fédéral du 3 octobre 2003 concernant la réforme de la péréquation financière et de la répartition des tâches entre la Confédération et les cantons (RPT).
2. Le référendum obligatoire sur l'arrêté fédéral du 19 mars 2004 sur un nouveau régime financier.
3. Le référendum facultatif sur la Loi fédérale du 19 décembre 2003 relative à la recherche sur les cellules souches embryonnaires (Loi relative à la recherche sur les cellules souches, LRCS).

### Résultats
| Question                 | Pour      | Pour | Contre  | Contre | Blancs | Nuls  | Total     | Inscrits  | Partici- pation | Cantons pour | Cantons pour | Cantons contre | Cantons contre |
| Question                 | Votes     | %    | Votes   | %      | Blancs | Nuls  | Total     | Inscrits  | Partici- pation | Entiers      | Demi         | Entiers        | Demi           |
| ------------------------ | --------- | ---- | ------- | ------ | ------ | ----- | --------- | --------- | --------------- | ------------ | ------------ | -------------- | -------------- |
| Péréquation et tâches    | 1 104 565 | 64,4 | 611 331 | 35,6   | 52 754 | 8 064 | 1 776 714 | 4 821 329 | 36,85           | 18           | 5            | 2              | 1              |
| Nouveau régime financier | 1 258 895 | 73,8 | 446 662 | 26,2   | 61 974 | 8 239 | 1 775 770 | 4 821 329 | 36,83           | 19           | 6            | 1              | 0              |
| Cellules souches         | 1 156 706 | 66,4 | 585 530 | 33,6   | 35 058 | 7 921 | 1 785 215 | 4 821 329 | 37,02           |              |              |                |                |